# 欧州合衆国
欧州合衆国（おうしゅうがっしゅうこく、英語: United States of Europe, USE、ドイツ語: Bundesrepublik Europa）またはヨーロッパ合衆国（ヨーロッパがっしゅうこく）とは、ヨーロッパをアメリカ合衆国のように、一つの国民国家、一つの連邦国家にしようという、いくつかの類似した欧州統合のシナリオである。
一部の政治学者、政治家、地理学者、歴史学者、未来学者によって提唱され、スペキュレイティブ・フィクションやサイエンス・フィクションに登場することもある。

## 歴史
ヨーロッパ合衆国の構想は、数世紀にわたって様々なものが登場した。しかしそれらは個々に関係性はなく、ヨーロッパの範囲や宗教の取り扱いなど、いくつかの重要な相違点を含んでいる。ジョージ・ワシントンはラファイエットに宛てた手紙の中で、「いつの日か、アメリカ合衆国をモデルに、ヨーロッパ合衆国が出現するだろう」と書いている。

### 19世紀
ジュゼッペ・マッツィーニは、「ヨーロッパ合衆国」の初期の主張者の一人である。彼は青年ヨーロッパや青年イタリアを結成するなどしたイタリア統一運動の指導者の一人であり、彼にとって欧州統合は、イタリア統一運動の理論的継承であった。
「ヨーロッパ合衆国」という用語は、ヴィクトル・ユーゴーが1849年にパリで開催された国際平和議会で行ったスピーチに登場する。ユーゴーは統合に前向きであった。「いつの日にか、我々の大陸にある国家がみな一つのヨーロッパとして連合を形成する日が来るだろう...」と語っている。
イタリアの哲学者カルロ・カッターネオは「この流れは二つの結末に向かう可能性がある。専制君主、あるいはヨーロッパ合衆国だ」と著書で述べている。

### 20世紀
第一次世界大戦を経験し、一部の思想家は統一されたヨーロッパについての考えを提案した。
1923年にリヒャルト・クーデンホーフ＝カレルギーは、欧州統合を具体的な内容で構想して示した『汎ヨーロッパ』を著しセンセーションを起こす。1926年にはウィーンで最初の汎ヨーロッパ議会を開催した。しかし、ドイツのアドルフ・ヒトラーにとって汎ヨーロッパ主義は邪魔であり、1938年のオーストリア併合後彼はチェコスロバキア、ハンガリー、ユーゴスラビア、イタリアを経てスイスへ逃避行。さらにフランスを本拠にするも、1940年、フランスがドイツの手に落ちるとスイス、ポルトガルを経てアメリカに逃げた。第二次世界大戦後、1947年にはヨーロッパ議員同盟（EPU: European Parliamentary Union）を創設するなど、ヨーロッパ共同体の進展に尽力した。クーデンホーフ＝カレルギーの目標は特にキリスト教のヨーロッパ世界に向けられていたが、一方で、レフ・トロツキーなどは非キリスト教徒の立場共産主義ヨーロッパを目指し、1923年、「ヨーロッパ合衆国のためのソ連」というスローガンを標榜した。
1929年には、アリスティード・ブリアン仏首相が、ヨーロッパの国家の連合についての考えを提案した。
また、イギリスのウィンストン・チャーチルは、1946年9月19日にスイスのチューリッヒ大学で行なった演説でヨーロッパ合衆国の創設を訴えた。ただし、あまり指摘されることはないが、この演説でチャーチル自身はイギリスをヨーロッパ合衆国に含めていない考えを示した。この演説はリヒャルト・クーデンホーフ＝カレルギーの協力があった。その後、イギリスは1973年に欧州経済共同体（EEC、欧州連合の前身）に加盟し、欧州統合の流れの中に入ったものの、2016年の国民投票で離脱賛成が多数派を占め、2020年1月31日に離脱している。